# Ljupka Dimitrovska
Ljupka Dimitrovska-Kalogjera (makedonski: Љупка Димитровска; Skoplje, 25. srpnja 1946. – Zagreb, 3. listopada 2016.) bila je hrvatsko-makedonska pjevačica zabavne glazbe i šlagera na prostorima bivše Jugoslavije, tijekom 1970-ih i ranih 1980-ih godina. Dimitrovska je objavila EP, Moj slatki grad, 1968. Njen prvi album, Ljupka, objavljen je 1975. Poslije toga objavila je mnoštvo albuma i singlova. Bila je također vrlo popularna i u Čehoslovačkoj i Istočnoj Njemačkoj. Od 1968. do 2006. godine bila je supruga Nikice Kalogjere, poznatog hrvatskog skladatelja zabavne glazbe, koji je autor njenih najvećih hitova. Veliki dio svojih nacionalnih i internacionalnih hitova ostvarila je u duetu s Ivicom Šerfezijem. Dimitrovska je sudjelovala na Jugoviziji 1970. s pjesmom  "Bay, bay" s kojom je osvojila 6. mjesto. Živjela je i radila u Zagrebu. 

## Festivali
Brojni nezaboravni nastupi na Splitskom festivalu i na Zagrebfestu, gdje je nerijetko osvajala prve nagrade i bila miljenica festivalske i televizijske publike.
- 1969. Para-pa-pa (Split '69)
- 1969. Go čekav letoto (Zagreb '69)
- 1970. Što će biti s nama (Opatija '70)
- 1970. Bay, bay (Jugoslavenski izbor za Pjesmu Evrovizije '70)
- 1970. Adio (Festival Atena '70)
- 1970. En - ten - tini (Beogradsko proleće '70)
- 1970. A šta da se radi (Festival Zagreb '70)
- 1971. Obećanje (Tokio '71)
- 1971. Edna moma čeka (Skoplje '71)
- 1972. Ljubljanski zvon (Slovenska popevka, Ljubljana, 1972)
- 1975. Ljutiće se moja majka (Zagreb ´75)
- 1975. Mene čeka moja Jana (Krapina '75)
- 1976. Ćao (Split '76)
- 1976. Ja ga hoću, a on mene neće (Zagreb '76)
- 1977. Eto tako nije lako (Split '77) i grupa 777
- 1977. Ostaje nam muzika (Zagreb '77)
- 1978. Ljubav je nešto više (Beogradsko proleće '78) - duet s Ivicom Šerfezijem
- 1978. Tvoja barka mala (Split '78)
- 1978. Hej momče (XXIV Zagreb '78)
- 1979. Kak se zeme (Krapina '79)
- 1979. Vodi me u cirkus (Karnevalfest, Cavtat '79)
- 1979. Igramo se, igramo (Zagreb '79)
- 1980. Majka Maru (Split '80)
- 1980. Gitara, gitara (Split '80) - duet s Ivicom Šerfezijem
- 1980. Nek' zvone pjesme (Karnevalfest, Cavtat '80) - duet s Ivicom Šerfezijem
- 1981. Maestral (Split 81)
- 1981. Tebi nigdar ne bu zima (Krapina '81)
- 1981. Vragoljanka iz sokaka mog (Slavonija '81)
- 1982. Biće bolje (Vaš šlager sezone '82)
- 1983. Ne vjeruj mi ništa (Split '83)
- 1983. Robot (Zagreb '83)
- 1984. Kad čujem harmoniku (MESAM '84)
- 1986. Ne pitaj me šta mi je (MESAM '86)
- 1987. Bilo gdje (MESAM '87)
- 1988. Šanana (MESAM '88)
- 1988. Vječna tajna (Zagreb '88)
- 1989. Kaj nam pak moreju (Krapina '89)
- 1990. Makfest - Zvona zvonat
- 1991. Bambino (Split '91)
- 1994. Lipa Dalmacija (Split '94)

## Uspjesi
Velike uspjehe postigla je kao izvođačica šlagera, koje je zabilježila tijekom 1970-ih i 1980-ih godina, kako u Jugoslaviji, tako i u inozemstvu (Čehoslovačka, Istočna Njemačka, Grčka, Francuska i mnoge druge zemlje).

## Singlovi
- 1968. - "Dvajca mladići za edna devojka"
- 1969. - "Čibu čiba"
- 1970. - "Adio" (Festival Atena '70.)
- 1970. - "Čiki-čiki-či"
- 1971. - "Obećanje"
- 1973. - "Ne igraj se sa mnom"
- 1975. - "Ljutiće se moja majka" (Zagreb ´75.)
- 1976. - "Ćao" (Split 1976.)
- 1976. - "Ja ga hoću, a on mene neće" (XXIV Zagreb '76.)
- 1977. - "Eto tako nije lako" (Split 1977.)
- 1977. - "Ostaje nam muzika" (XXIII Zagreb '77.)
- 1978. - "Ljubav je nešto više" (Beogradsko proleće 78.)
- 1978. - "Tvoja barka mala" (Split 78.)
- 1978. - "Hej momče" (XXIV Zagreb '78.)
- 1979. - "Igramo se, igramo" (XXV Zagreb '79.)
- 1980. - "Majka Maru" (Split '80.)
- 1980. - "Gitara, gitara" (Split '80.)
- 1981. - "Maestral" (Split '81.)
- 1983. - "Ne vjeruj mi ništa" (Split '83.)
- 1988. - "Slika s mature"
- 1991. - "Bambino" (Split '91.)
- 1993. - "Tužna je noć"
- 1994. - "Lipa Dalmacija" (Split '94.)

## Albumi
- 1975. - Ljupka
- 1979. - Igramo se
- 1980. - U dvoje je ljepše (s Ivicom Šerfezijem)
- 1982. - Nasmiješi se
- 1985. - Nisam se kajala - zlatni album
- 1988. - Slika s mature - zlatni album
- 1990. - Zvona zvone
- 1993. - Moji najveći hitovi
- 2002. - Sve najbolje
- 2008. - Platinum collection
- 2019. - Best of Collection

## Međunarodna izdanja
- 1975. - Wenn Musik erklingt
- 1981. - Wie du dich fühlst
- 1983. - Southern sunshine (OPUS-Bratislava, s Ivicom Šerfezijem)
- 1985. - Dobro jutro ljubavi (OPUS-Bratislava)
- 1985. - Slovenska veselica (s Ivicom Šerfezijem)
- 1985. - Wo der Wildbach rauscht (s Ivicom Šerfezijem)
- 1988. - The songs of my sea (OPUS-Bratislava)
- 1989. - Es tut mir nicht leid
- 1989. - Wo die Alpenrosen blüh´n (s Ivicom Šerfezijem)
- 1991. - Alpenklänge aus Oberkrain - Wo die Alpenrosen blüh´n (s Ivicom Šerfezijem)
- 1999. - V dvoje je lepše (s Ivicom Šerfezijem) (slovensko izdanje, Ljubljana)